# Verdeck
Ein Verdeck ist eine bewegliche Abdeckung, zumeist aus einem wetterfesten Gewebe aus Baumwolle oder Kunststoff. 
Insbesondere in der Fahrzeugtechnik hat sich der Begriff Verdeck für die Dächer von Cabrios und auch Motorrad-Beiwagen eingebürgert. Auch an Segelbooten und Motoryachten ist das Verdeck ein gängiges Bauteil.

## Persenning
Hauptartikel: Persenning
Eine Sonderform des Verdecks ist die Persenning, eine Abdeckung als Schutz gegen Regen an Booten und Yachten sowie bei Roadstern und auf Beiwagen: Eine Persenning ist (im Gegensatz zum Verdeck oder Dach) eine Abdeckung, die tiefer als die Dachlinie montiert wird (auf der „Gürtellinie“) und somit bei Benutzung eines Fahrzeugs nicht am Ort verbleibt, sondern zur Fahrzeugbenutzung zu entfernen und beiseite zu stauen ist. Auch die gelegentlich anzutreffende, einknöpfbare Abdeckung eines geöffneten Cabrioverdecks wird als Persenning bezeichnet. Deren Zweck besteht zum einen darin, das Flattern des aufgeklappten Verdecks zu vermeiden, und zum anderen eine Verschmutzung der inneren Verdeckfalten, z. B. durch Vogelkot, zu verhüten.

## Nutzfahrzeuge
Das bewegliche Verdeck von Lastwagen und Anhängern zum Schutz der Ladung wird korrekter mit Plane bezeichnet. Der Unterbau an LKW-Planen wird Spriegel genannt. Er ist auch bei Cabrios ein Bauteil, hier jedoch meist innerhalb der Verdeckkonstruktion.
Beim Schiebebügelsystem (Edscha-Verdeck) hängen die Seiten- mit der Dachplane zusammen und werden gemeinsam gefaltet und verschoben.
Beim Tautliner-System wird nur die Seitenplane geöffnet. Sie kann dabei entweder nach oben gezogen oder seitlich verschoben werden.

## Cabrioverdeck
Hauptartikel: Cabrioverdeck
Ein Cabrioverdeck bezeichnet die Baugruppe des zurückklappbaren Dachs eines Cabrios. Es besteht je nach Ausführung aus einem Rahmen, der mit einem Gewebe bespannt ist oder festen Schalen, die zusammengeklappt und -geschoben werden.

## Traktoren und Baumaschinen
Vor der Ausrüstung mit Kabinen wurden Nutzfahrzeuge mit Verdecken als Wetterschutz ausgerüstet. Das erste Verdeck wurde 1939 von den Firmen Fritzmeier und Schlüter entwickelt. Seit Mitte der 1970er Jahre wurden Verdecke von Kabinen abgelöst.